# Meginharde (Kärnten)
Die Meginharde waren ein ursprünglich bayerisches Hochadelsgeschlecht, dessen Herrschaftsschwerpunkt sich im 11. Jahrhundert im Herzogtum Kärnten befand, wo sie als Grafen des oberen Lurngaus um Lienz/Osttirol amteten. Der Name bezieht sich auf den Leitnamen „Meginhard“, den alle bekannten männlichen Angehörigen der Familie trugen. Eine genaue Ermittlung der Lebensdaten der verschiedenen Meginharde ist schwierig, allerdings geht die Forschung von drei Generationen aus. Der letzte Angehörige, Meginhard III., starb um 1090 und war wahrscheinlich der Stammvater der Meinhardiner.

## Geschichte
Die erste urkundliche Erwähnung eines Angehörigen des Geschlechts erfolgte in einer auf zwischen 985 und 993 datierten Urkunde. In dieser beurkundete „Meginhard“ als Zeuge und in Anwesenheit Bischofs Albuin von Brixen einen Ehevertrag. Bei Meginhard handelt es sich wahrscheinlich um denselben Adeligen, der in den folgenden Jahren mehrfach im Umfeld des Bischofs erscheint, unter anderem als dessen Vogt. Es wird davon ausgegangen, dass er außerdem identisch ist mit einem 1011 genannten „Meginhard von Gilching“, der in räumlicher Nähe zum Ehepaar von 985/993 über Besitz verfügte. Die Zubenennung nach Gilching deutet auf eine Verwandtschaft mit den Grafen von Andechs/Dießen hin. Bestärkt wird diese Vermutung dadurch, dass die Meinhardiner Grafen von Görz als Nachfahren der Meginharde im 12. Jahrhundert Besitz in mehreren Orten hatten, in denen auch die Andechser begütert waren. Zumindest frühe Generationen der Meginharde scheinen damit eine Doppelstellung in Bayern und im Südosten des Reiches gehabt zu haben. Die Familie ist damit ein Beispiel dafür, wie der altbayerische Adel sich zunehmend im Südosten ausbreitete. Unklar ist aber, ob alle der bis 1073 urkundlich fassbaren Meginharde von Gilching mit den Kärntner Meginharden identisch waren, oder ob dies nur für den 1011 Genannten galt.  Denkbar ist, dass beide Familien identisch waren und das Verschwinden aus den bayerischen Urkunden auf eine Verschiebung des Besitzschwerpunkts von Altbayern nach Osttirol und Friaul im späten 11. Jahrhundert hindeutet. Von der ersten urkundlichen Erwähnung an sind die Meginharde über rund 100 Jahre urkundlich fassbar. Eine genaue Genealogie der verschiedenen Namensträger ist dabei schwierig, allerdings sind sie durch Namensgleichheit, Besitzkontinuität und die Ausübung politischer Ämter im selben Raum sowie durch ihre Beziehung zum Bistum Brixen miteinander verbunden.
Um 1025 erscheint wieder ein Meginhard im Umfeld des Bistums Brixen, dem nun Bischof Hartwig vorstand. Meginhard wird als Graf im Lurngau bezeichnet und war auch Zeuge anlässlich eines Schiedsspruchs König Konrads II. im Jahr 1027 in Verona. Zwischen 1022 und 1039 schenkte er dem Bistum gemeinsam mit seiner Frau Mathilde ein Eigengut in Osttirol und bestätigte dies nochmals im Jahr 1049. Aufgrund des lange Zeitraums zwischen der ersten urkundlichen Erwähnung eines Meginhards 985/993 und dieser Besitzbestätigung ist unwahrscheinlich, dass Graf Meginhard identisch ist mit dem Vogt Bischof Albuins. Der 985/993 bis 1011 Erwähnte wird deswegen gemeinhin als Meginhard I., der ab 1022/1039 fassbare Graf dagegen als dessen Sohn Meginhard II. angesprochen. Seine Grafschaft wird auch als (obere) Grafschaft Lurn bezeichnet und umfasste das obere Pustertal etwa von Innichen bis östlich über Lienz hinaus. Ursprung dieser Grafschaft war wahrscheinlich eine Aufteilung des ursprünglichen Lurngaus nach dem Tod Graf Ottwins und seiner Nachkommen um 1030. Die Meginharde erhielten hierbei den westlichen Teil um Lienz, die Udalschalke den östlichen Teil um die Hohenburg. Eine Verwandtschaft der Meginharde und Udalschalke ist wahrscheinlich, zumal die Meinhardiner Grafen von Görz als Nachfahren der Meginharde im 12. Jahrhundert auch das Erbe der Udalschalken antraten. Auf Meginhard II. folgte Meginhard III. Auch hier lässt sich der genaue Zeitpunkt des Generationenwechsels nicht genau festlegen. Am 27. Februar 1066 wurde ein Graf Meginhard von Reichersbeuern mit seinem Bruder Pilgrim ermordet. Ob dieser identisch mit Meginhard II. war, ist jedoch umstritten. Meginhard II. dürfte aber um oder vor 1070 verstorben sein. Anlässlich einer Schenkung der Heiligen Hemma an das Stift Gurk im Jahr 1043 erscheinen zwei Meginharde an erster und vierter Stelle der Zeugenliste, was zur Interpretation geführt hat, dass hier Vater und Sohn bereits gemeinsam handelten. Eine weitere Doppelnennung erfolgte 1064 mit einem Meginhard von Görz (Meginardus de Guriza) und einem „Meginhard der Weiße“ (Meginardus Albus). Ein ähnlicher Beiname (Meginhardus qui dicitur albus- Meginhard, der der Weiße genannt wird) findet sich auch 1072 und wird auf Meginhard III. bezogen, sodass auch 1064 Vater und Sohn gemeinsam auftraten.  Die Zubenennung eines der zeugenden Meginharde nach Görz sollte aber nicht als Beleg dafür gesehen werden, dass der Ort bereits damals im Besitz der Familie war: Die Urkunde von 1064 war wahrscheinlich im 12. Jahrhundert überarbeitet und der Zusatz de Guriza dabei erst nachträglich eingefügt worden.
In der zweiten Hälfte des 11. Jahrhunderts erscheint Meginhard III. mehrfach als Zeuge in Urkunden des Bistums Brixen. Nach 1090 finden sich keine eindeutigen urkundlichen Belege mehr für ihn, auch wenn ein 1102 erwähnter Empfänger von Güterschenkungen teilweise mit ihm gleichgesetzt wird.

## Nachfahren
Meginhart III. war wahrscheinlich der Vater von Pfalzgraf Engelbert und Meinhard I. von Görz. Die Ermittlung der genauen Familienkonstellation wird durch verschiedene auf den ersten Blick gegensätzliche Informationen erschwert: Engelbert und Meinhard treten niemals gemeinsam handelnd auf, werden aber in einer Urkunde als Brüder bezeichnet. In einer anderen Aufzeichnung findet sich für Meinhards Mutter der Name Dietmut. In einer dritten Urkunde schließlich werden die Stifter des Klosters Millstatt, Pfalzgraf Aribo II. und seine Ehefrau Liutgard, als Engelberts „Vorfahren“ erwähnt. Diese Konstellation hat zu verschiedenen Interpretationen geführt. Eine Möglichkeit ist, dass Liutgard mit Aribo in zweiter Ehe verheiratet war und Meinhards Ehefrau Dietmut einer früheren Verbindung entstammte. Die Tatsache, dass Meginhards erstgeborener Sohn den Namen Engelbert trug, hat außerdem zur Deutung geführt, dass Dietmut eine Tochter Engelberts aus dem Geschlecht der Spanheimer war. Eine dritte Deutung schließlich verbindet die beiden Theorien über die Mütter und sieht Engelbert und Meinhard als Halbbrüder an: In dieser Auslegung entstammte Engelbert einer ersten Ehe Meginhards III. mit einer namentlich nicht bekannten Tochter Aribos und Liutgards, während Meinhard der Sohn aus einer späteren zweiten Ehe mit Dietmut von Spanheim war. Der Name Engelhard ginge in dieser Auslegung nicht auf die Spanheimer zurück, sondern auf den Vater von Liutgard, Engelbert IV. aus dem Haus der Sieghardinger. Durch die mutmaßliche Heirat mit Töchtern zweier bedeutender Adelsgeschlechter legte Meginhard III. einen wichtigen Grundstein für den Aufstieg seiner Nachfahren: Sein Sohn Engelbert erbte von Aribo das Pfalzgrafenamt in Bayern und die Vogtei über das Kloster Millstatt und vererbte die Vogtei über Millstatt sowie anderen Besitz an seinen Neffen (Meginhards Enkel) Engelbert II. von Görz.